# Дневники летних каникул
«Дневники летних каникул» (ивр. יומני החופש הגדול‎) — израильский телесериал, разработанный Михальом Кофэр Керен. 
Пилотная серия была показана на телеканале Disney Channel 19 августа 2012 года. Премьера второго сезона состоялась 18 августа 2013 года. Всего было показано 2 сезона

## Сюжет
Три лучшие подруги, Тамара, Даффи и Элеонора, учатся вместе в тель-авивской школе. Они дружат с самого детства и дали друг другу клятву о том, что их отношения будут нерушимыми. Родители, противоположный пол, различные увлечения – всё это неспособно внести разлад между девочками. Вместе они решают свои проблемы, делятся друг с другом горестями и радостями, и даже не подозревают, что скоро их дружбе наступит конец. Всего лишь одни летние каникулы – и вот уже отношения становятся натянутыми, возникают споры, ссоры и недопонимание. Чем закончится такой поворот событий, смогут узнать зрители сериала в новом его сезоне.

## Актёры и персонажи
- Тамара Голан  (Лихи Корновски) — лучшая подруга Даффи, Элеонор и Даны. Она встречается с Гуром. Дочь Давида и Сигел. Её брата зовут Даниэль. Она танцовщица.
- Элеонор Уэкслер (Гая Гур Арие) — лучшая подруга Даффи, Тамары и Даны. Она влюбляется в Гура, но он любит Тамару. Элеонор любит всё организовать и она работает в Милкшейке. Она самая умная в группе. В середине первого сезона, она будет встречаться с Диланом. У неё есть брат-близнец Том, талантливый певец.
- Даффи Кармон (Кармель Лотэн) — лучшая подруга Тамары, Даны и Элеонор. Она талантливая певица. Её агент Шарон Даган. Она влюбляется в Дина  Лахав, певец.
- Дана Треслан (Ноэль Беркович) — лучшая подруга Элеонор, Тамары и Даффи. Она уезжает в Милан. У неё есть парень, которого зовут Франческо. Она каждый день говорит с девочками по Интернету на их террасе.
- Карин Крамер (Михаэла Элкин) — дочь Талии и Ноя и кузина Тамары. Она богатая. Она влюбляется в Тома, брата Элеонор, который ей поможет найти своего отца. Она живёт в Лос-Анджелесе.
- Гур (Гефен Баркаи) — парень Тамары и друг Тома и Элеонор. Он сын Мики и Рута. Его брата зовут Муки. Он любит сёрфинг и работает в Милкшейке. У его отца проблемы с работой, и он держал это в секрете, пока Том не узнал всю правду.
- Том Уэкслер (Сиван Преслер) — брат-близнец Элеонор и парень Карин. Он был лучшим другом Даффи. Он талантливый певец и написал первую музыку Даффи. Он будет петь в Милкшейке. Он помогает Карин найти её отца.

## Эпизоды
| Сезон | Сезон | Количество эпизодов | Премьера                  | Премьера               |
| Сезон | Сезон | Количество эпизодов | Премьера сезона в Израиле | Конец сезона в Израиле |
| ----- | ----- | ------------------- | ------------------------- | ---------------------- |
|       | 1     | 50                  | 19 августа 2012           | 31 октября 2012        |
|       | 2     | 50                  | 18 августа 2013           | 29 октября 2013        |

## Дневники летних каникул в мире
| Страна                   | Канал                            | Дата                                     | Название                |
| ------------------------ | -------------------------------- | ---------------------------------------- | ----------------------- |
| Россия                   | Disney Channel Россия            | 2 сентября 2013                          | Дневники летних каникул |
| Израиль                  | Disney Channel Израиль           | 19 августа 2012                          | יומני החופש הגדול       |
| Франция                  | Disney Channel Франция           | 30 июня 2014                             | Summer Break Stories    |
| Италия                   | Disney Channel Италия            | 1 июля 2013                              | Summer Days             |
| Аргентина                | Disney Channel Латинская Америка | 1 мая 2014 (Предварительный) 12 мая 2014 | Diario de amigas        |
| Боливия                  | Disney Channel Латинская Америка | 1 мая 2014 (Предварительный) 12 мая 2014 | Diario de amigas        |
| Чили                     | Disney Channel Латинская Америка | 1 мая 2014 (Предварительный) 12 мая 2014 | Diario de amigas        |
| Колумбия                 | Disney Channel Латинская Америка | 1 мая 2014 (Предварительный) 12 мая 2014 | Diario de amigas        |
| Коста-Рика               | Disney Channel Латинская Америка | 1 мая 2014 (Предварительный) 12 мая 2014 | Diario de amigas        |
| Эквадор                  | Disney Channel Латинская Америка | 1 мая 2014 (Предварительный) 12 мая 2014 | Diario de amigas        |
| Гватемала                | Disney Channel Латинская Америка | 1 мая 2014 (Предварительный) 12 мая 2014 | Diario de amigas        |
| Гондурас                 | Disney Channel Латинская Америка | 1 мая 2014 (Предварительный) 12 мая 2014 | Diario de amigas        |
| Мексика                  | Disney Channel Латинская Америка | 1 мая 2014 (Предварительный) 12 мая 2014 | Diario de amigas        |
| Панама                   | Disney Channel Латинская Америка | 1 мая 2014 (Предварительный) 12 мая 2014 | Diario de amigas        |
| Парагвай                 | Disney Channel Латинская Америка | 1 мая 2014 (Предварительный) 12 мая 2014 | Diario de amigas        |
| Перу                     | Disney Channel Латинская Америка | 1 мая 2014 (Предварительный) 12 мая 2014 | Diario de amigas        |
| Доминиканская Республика | Disney Channel Латинская Америка | 1 мая 2014 (Предварительный) 12 мая 2014 | Diario de amigas        |
| Уругвай                  | Disney Channel Латинская Америка | 1 мая 2014 (Предварительный) 12 мая 2014 | Diario de amigas        |
| Венесуэла                | Disney Channel Латинская Америка | 1 мая 2014 (Предварительный) 12 мая 2014 | Diario de amigas        |
| Бразилия                 | Disney Channel Бразилия          | 1 мая 2014                               | Diário de Amigas        |
| Румыния                  | Disney Channel Румыния           | 18 августа 2014                          | Zile de vară            |